# Samsung Galaxy Y
Il Samsung Galaxy Y GT-S5369 (da non confondere col Samsung Galaxy Young GT-S6310N)  è uno smartphone progettato e prodotto da Samsung, facente parte della serie Samsung Galaxy e basato sul sistema operativo open source Android annunciato nell'agosto del 2011.

## Commercializzazione
Il Galaxy Y è stato commercializzato a partire da ottobre 2011.
Il prezzo di lancio è di 149 €.

## Caratteristiche
Il Galaxy Y pesa 99,7 g e le sue dimensioni fisiche sono 10,4 x 5,8 x 1,15 cm (AxLxP).
È dotato di una fotocamera di 2 megapixel, con zoom digitale 2x, con la quale si possono scattare fotografie e registrare video.
Non si possono effettuare videochiamate. Non sono presenti flash e autofocus.
La memoria interna è di 190 MB espandibile fino a 32 GB tramite microSD.
Il display touchscreen di 3", ha una risoluzione di 240 x 320 pixels.
È, inoltre, provvisto di connettività Bluetooth, suonerie polifoniche, suonerie mp3, vivavoce, radio FM e gestione della posta elettronica.
Supporta le reti UMTS/GSM ed è basato sul sistema Android 2.3.5, aggiornabile alla versione 2.3.6.